# Kingston St. Mary
Kingston St. Mary è un villaggio e parrocchia civile dell'Inghilterra, appartenente alla contea del Somerset.